# بافتار شکل‌دهنده
بافتار شکل‌دهنده (به انگلیسی: Formative contexts)، ترتیبات نهادی و تخیلی هستند که تعارضات و تصمیمات جامعه را شکل می‌دهند. این ترتیبات ساختارهایی هستند که هم امکانات کردار و هم تخیلات را در یک نظم سیاسی-اجتماعی محدود می‌کنند و با این کار روال معمول تعارض بر سر منابع اجتماعی، سیاسی و اقتصادی را را شکل می‌دهند که دسترسی به نیروی کار، وفاداری و موقعیت اجتماعی را حکمرانی می‌کند. به‌عنوان مثال قدرت دولت، سرمایه اقتصادی، خبرگی فناورانه و غیره. در یک بافتار شکل دهنده، نهادها به تعارض بر سر قدرت دولت و تخصیص سرمایه ساختار می‌دهند، درحالی‌که چارچوب تخیل پیش‌فرض‌ها را در مورد اشکال احتمالی تعامل انسان شکل می‌دهد. از این طریق، بافتار شکل‌دهنده مجموعه‌ای از نقش‌ها و رتبه‌ها را ایجاد و حفظ می‌کند، که در تسلط بر منابع و شکل‌گیری ایده امکانات، هویت‌ها و علایق اجتماعی شکل تعارض را ایجاد می‌کند. به‌عنوان مثال، بافتار شکل‌دهنده لیبرال دموکراسی‌ها شامل سازماندهی تولید از طریق مدیران و کارگران، مجموعه قوانین مدیریت سرمایه، دولتی در ارتباط با شهروندان و تقسیم اجتماعی کار است.
مفهوم بافتار شکل‌دهنده که به‌عنوان نظم، چارچوب یا ساختار زندگی اجتماعی نیز نامیده می‌شود، توسط فیلسوف و نظریه‌پرداز اجتماعی روبرتو آنگر توسعه داده شد. در حالی که سایر فیلسوفان اجتماعی و سیاسی، زمینه تاریخی را به‌عنوان یک امر داده شده در نظر گرفته‌اند، و مجموعه‌ای از ترتیبات نهادی موجود را الزاماً مجموعه‌ای دیگر را به وجود می‌آورند، آنگر این طبیعی‌سازی جهان را رد می‌کند و به توضیح چگونگی ایجاد و بازتولید چنین زمینه‌هایی می‌پردازد. قوی‌ترین بیان و توسعه این مفهوم در کتاب ضرورت کاذب آنگر آمده‌است.